# Huldenberg
Huldenberg – miejscowość i gmina (gemeente) w Belgii, w Regionie Flamandzkim, w prowincji Brabancja Flamandzka, w okręgu Leuven. 1 stycznia 2024 roku liczyła 10 083 mieszkańców.

## Podział administracyjny
W skład gminy wchodzą cztery dzielnice (deelgemeente):
- Loonbeek
- Neerijse
- Ottenburg (Ottembourg)
- Sint-Agatha-Rode (Rhode-Sainte-Agathe)

## Demografia
- Źródła: NIS, od 1806 do 1981= według spisu; od 1990 liczba ludności w dniu 1 stycznia

1 stycznia 2024 całkowita populacja Huldenberga liczyła 10 083 osoby. Łączna powierzchnia gminy wynosi 39,95 km², co daje gęstość zaludnienia 252 mieszkańców na km².